# Ceinture scapulaire (anatomie humaine)
Pour un article plus général, voir Ceinture scapulaire.
La ceinture scapulaire chez l'homme appelée également ceinture pectorale est formée d'un ensemble d'os qui s'articulent entre eux. Elle fait partie du squelette appendiculaire.
Elle relie les os des membres supérieurs au squelette axial et, par sa mobilité, permet les mouvements des bras dans plusieurs directions.

## Les os de la ceinture scapulaire
Au sens strict du terme la ceinture scapulaire est constituée de quatre os : les deux scapulas et les deux clavicules.
Les scapulas sont situées à la partie postéro-supérieure du thorax et les clavicules sont situées en avant, au-dessus de la première côte
Dans la littérature le manubrium sternal et l'humérus y sont parfois intégré.

## Les articulations entre os
Les articulations de la ceinture scapulaire possèdent un degré de liberté qui leur permettent de bouger librement. Ceci autorise des mouvements dans plusieurs directions. À l'avant, les deux clavicules s'articulent avec le manubrium sternal. Â l'arrière, les scapulas s'articulent avec les clavicules et les humérus.
L'extrémité sternale est arrondie de la clavicule s'articule avec le manubrium sternal. Ce couple forme, avec le premier cartilage costal, l'articulation sterno-claviculaire qui dispose de trois degrés de liberté (énarthrose). L'ensemble est solidement fixé par quatre ligaments.
La scapula s'articule avec la clavicule au niveau de l'acromion. Cette jonction entre ces deux os est connue sous le terme d'articulation acromio-claviculaire qui dispose également de trois degrés de liberté. Cette articulation est fixée par quatre ligaments.

Animation - La cavité glénoïdale de la scapula de gauche représentée en rouge.

En dessous de l'acromion de la scapula se situe une cavité appelée « cavité glénoïdale » qui reçoit la tête de l'humérus. Cette jonction constituée de la cavité glénoïdale de la scapula et la tête de l'humérus se nomme articulation gléno-humérale (ou scapulo-humérale).

### Les ligaments des articulations
La ceinture scapulaire comprend des ligaments qui permettent de relier les os entre eux au niveau des articulations qui sont au nombre de trois. Ces ligaments sont :
- Articulation sterno-claviculaire :
  - les ligaments antérieur et postérieur,
  - le ligament costo-claviculaire qui relie la clavicule à la première côte,
  - le ligament interclaviculaire qui unit les extrémités sternales des clavicules.

Animation - Processus coracoïde présenté en rouge.

- Articulation acromio-claviculaire :
  - le ligament coraco-claviculaire reliant la clavicule au processus coracoïde de la scapula,
  - le ligament conoïde allant de la base du processus coronoïde, en éventail, jusqu'au tubercule conoïde de la clavicule,
  - le ligament trapézoïde qui va du bord supérieur du processus coaracoïde jusqu'à la ligne trapézoïde de la clavicule,
  - le ligament acromio-claviculaire dont la fonction est de renforcer la capsule articulaire au niveau de sa partie supérieure..
- Articulation gléno-humérale :
  - le ligament coraco-acromial qui relie le processus coracoïde à l'acromion formant une voûte fibreuse au-dessus de l'articulation,
  - le ligament coraco-huméral qui relie le processus coracoïde aux tubercules majeur et mineur de l'humérus tout en renforçcant la partie supérieure de la capsule articulaire.
  - les ligaments gléno-huméraux qui constituent des fibres venant renforcer la partie antérieure de la capsule articulaire.

## Les muscles de la ceinture scapulaire
Les muscles de la ceinture scapulaire se divisent en groupes postérieur (dorsal) et antérieur (ventral). Cette division, elle-même, s'effectue en muscles de la ceinture scapulaire s'insérant sur l'humérus et en muscles du tronc et de la tête s'insérant sur la ceinture scapulaire.
| Muscle          | Groupe     | Insertion                                                                         | Rôle principal |
| --------------- | ---------- | --------------------------------------------------------------------------------- | --- |
| Supra-épineux   | Postérieur | Tubercule majeur de l'humérus                                                     | Rotation externe, abduction |
| Infra-épineux   | Postérieur | Tubercule majeur de l'humérus                                                     | Rotation externe |
| Petit rond      | Postérieur | Tubercule majeur de l'humérus                                                     | Rotation externe, adduction |
| Deltoïde        | Postérieur | Tubérosité deltoïdienne de l'humérus                                              | Abduction |
| Subscapulaire   | Postérieur | Tubercule mineur de l'humérus                                                     | Rotation interne, abduction et adduction                                                                                        |
| Grand rond      | Postérieur | Crête du tubercule mineur de l'humérus                                            | Rotation interne, adduction et rétroversion                                                                                     |
| Grand dorsal    | Postérieur | Crête du tubercule mineur de l'humérus                                            | Rotation interne, adduction et rétroversion                                                                                     |
| Coraco-brachial | Antérieur  | Face médiale et dans le prolongement de la crête du tubercule mineur de l'humérus | Rotation interne, adduction et antéversion                                                                                      |
| Petit pectoral  | Antérieur  | Côtes 3 à 5 de la cage thoracique                                                 | - Abduction et rotation vers le bas de la scapula - Élévation des côtes 3 à 5 durant l'inspiration forcée (scapula immobilisée) |
| Grand pectoral  | Antérieur  | Crête du tuvercule majeur de l'humérus                                            | Rotation interne, adduction, antéversion et abaissement de l'épaule vers l'avant                                                |

| Muscle                  | Groupe     | Insertion                                                     | Rôle principal                                                                                      |
| ----------------------- | ---------- | ------------------------------------------------------------- | --------------------------------------------------------------------------------------------------- |
| Grand rhomboïde         | Postérieur | Segment inférieur du bord médial de la scapula                | - Élévation, adduction et rotation vers le bas de la scapula - Stabilisation de la scapula          |
| Petit rhomboïde         | Postérieur | Segment supérieur du bord médial de la scapula                | Fixation de la scapula à la paroi du tronc                                                          |
| Élévateur de la scapula | Postérieur | Angle supérieur et en partie au bord médial de la scapula     | Élévation et rotation vers le bas de la scapula                                                     |
| Dentelé antérieur       | Postérieur | Angle supérieur, bord médial et angle inférieur de la scapula | - Abduction et rotation vers le bas de la scapula - Élévation des côtes 3 à 5 (scapula immobilisée) |
| Subclavier              | Antérieur  | Face inférieure de la clavicule                               | Sécurise l'articulation sterno-claviculaire                                                         |
| Homo-Hyoïdien           | Antérieur  | Bord supérieur de la scapula                                  | Rôle                                                                                                |

| Muscle                   | Groupe | Insertion                                                           | Rôle principal |
| ------------------------ | ------ | ------------------------------------------------------------------- | --- |
| Trapèze                  | -      | Tiers latéral de la clavicule, sur l'acromion et l'épine scapulaire | - Stabilisation de la scapula - Élévation de la scapula (portion supérieure du trapèze - Adduction de la scapula (portion moyenne du trapèze) - Abaissement et rotation vers le haut de la scapula (portion inférieure du trapèze) - Rotation vers le haut de la scapula lorsque les portions supérieure et inférieure sont contractées |
| Sterno-cléido-mastoïdien | -      | Partie moyenne de la clavicule et au manubrium                      | Rôle |

## Les mouvements
Les muscles responsables des mouvements de la ceinture scapulaire partent du squelette axial pour s'insérer sur la scapula ou la clavicule. Ces derniers ont pour fonction principale de stabiliser la scapula afin que celle-ci serve de point d'origine stable aux muscles qui assurent les mouvements de l'humérus. La combinaison des mobilités des articulations sterno-claviculaire et acromio-claviculaire permettent à la scapula de se déplacer dans de nombreuses directions.
Les mouvements principaux de la ceinture scapulaire sont les suivants, :
- Abaissement : mouvement sans rotation de la scapula vers le bas.
  - Muscles sollicités : trapèze (partie inférieure), dentelé antérieur, petit pectoral, grand pectoral, grand dorsal.
- Élévation : mouvement sans rotation de la scapula vers le haut.
  - Muscles sollicités : élévateur de la scapula, trapèze (partie supérieure), petit rhomboïde, grand rhomboïde, dentelé antérieur.
- Abduction ou protraction : mouvement de la scapula glissant vers l'avant, le long du thorax.
  - Muscles sollicités : dentelé antérieur.
- Adduction ou rétraction : mouvement de la scapula qui glisse médialement en direction de la colonne vertébrale.
  - Muscles sollicités : trapèze, petit rhomboïde, grand rhomboïde.
- Rotation vers le haut : rotation de la cavité glénoïdale de la scapula vers le haut.
  - Muscles sollicités : dentelé antérieur, trapèze (partie inférieure)
- Rotation vers le bas : rotation de la cavité glénoïdale de la scapula vers le bas.
  - Muscles sollicités : petit pectoral, petit et grand rhomboïde, élévateur de la scapula
- Inclinaison vers l'avant : mouvement par lequel l'angle inférieur de la scapula s'éloigne des côtes.
  - Muscles sollicités :
- Inclinaison vers l'arrière : mouvement par lequel l'angle inférieur de la scapula se rapproche des côtes.
  - Muscles sollicités :